# Juan Manuel Santos
Juan Manuel Santos Calderón (n. 10 august 1951, Bogotá, Columbia) este un politician columbian, care a fost cel de-al 32-lea președinte al Columbiei, fiind în funcție din 7 august 2010, după ce l-a învins pe Antanas Mockus în al doilea tur al alegerilor, acumulând 69%. Anterior Juan Manuel Santos Calderón a fost Ministru al Apărării Naționale. El a venit la putere în timpul unei crize a relațiilor dintre Columbia și Venezuela pe care a rezolvat-o rapid. În 2016 i-a fost decernat Premiul Nobel pentru Pace pentru eforturile sale de a pune capăt războiului civil de peste 50 de ani din țară.